# Vladislav Artemiev
Vladislav Mikhailovich Artemiev (tiếng Nga: Владисла́в Миха́йлович Арте́мьев; sinh ngày 5 tháng 3 năm 1998) là một kỳ thủ cờ vua người Nga và là cựu thần đồng cờ vua. Anh đã được trao danh hiệu đại kiện tướng năm 2014. Artemiev là nhà vô địch Giải Vô địch Cờ vua cá nhân Châu Âu năm 2019.

## Sự nghiệp cờ vua
Artemiev giành huy chương đồng tại hạng tuổi U14 ở Giải vô địch cờ vua trẻ châu Âu năm 2011. Anh 2 lần vô địch Giải cờ vua Các ngôi sao trẻ thế giới - Tưởng niệm Vanya Somov, một giải đấu vòng tròn dành cho các kỳ thủ trẻ ở Kirishi, năm 2012 và 2013. Năm 2013, anh cũng vô địch Giải cờ vua thanh niên Nga.
Artemiev đã thi đấu cho đội tuyển Nga tại Olympic cờ vua trẻ thế giới năm 2012 và 2013. Tại sự kiện năm 2012, anh đã giúp đội của mình giành huy chương vàng và cũng giành huy chương bạc cá nhân. Trong năm tiếp theo, anh giành huy chương bạc đồng đội và huy chương vàng cá nhân vì có hệ số elo cao nhất trên bảng 1(2580).
Năm 2014, anh vô địch Giải đấu Tưởng niệm Andranik Margaryan ở Armenia và Moscow Open F Group (Cúp đại kiện tướng học sinh), một giải đấu vòng tròn hạng 12 , với thành tích 8/9 điểm (thắng 7 thua 0 hòa 2) và hệ số elo 2869.
Vào tháng 3 năm 2015, Artemiev vô địch Giải đấu Tưởng niệm Georgy Agzamov lần thứ 9 ở Tashkent sau trận hòa trước Vladislav Tkachiev. Vào tháng 7 năm 2015, anh đã giành chức vô địch Russian Championship Higher League. Kết quả giúp anh đủ điều kiện tham dự Siêu trận chung kết giải vô địch Nga. Trong sự kiện này, anh ghi được 5,5 / 11 điểm. Anh cũng thi đấu tại Cúp cờ vua thế giới 2015, nơi anh đánh bại Surya Shekhar Ganguly ở vòng đầu tiên trước khi bị loại ở vòng hai bởi Radosław Wojtaszek.
Năm 2016, Artemiev ở vị trí đồng hạng nhất với Vidit Santosh Gujrathi, về nhì ở trận đấu tiebreak, trong giải đấu Lake Sevan ở Martuni, Armenia, và về nhì trong Giải vô địch cờ vua trẻ thế giới. Vào tháng 10 năm 2016, anh giành chức vô địch Cờ chớp Nga với số điểm 18/22, hơn những người theo sát nhất là Dmitry Andreikin và Alexander Morozevich 2.5 điểm.
Vào tháng 9 năm 2017, Artemiev thi đấu tại Giải Cờ vua Thế giới 2017. Anh lần lượt đánh bại Benjamin Bok và Teimour Radjabov ở hiệp một và hai, sau đó bị đánh bại bởi Daniil Dubov ở hiệp thứ ba. Vào tháng 10, Artemiev lại vô địch Russian Blitz Championship với 15½ / 20 điểm. Vào tháng 12 năm 2017, anh giành huy chương vàng trong nội dung cờ chớp nam của IMSA Elite Mind Games tại Hoài An, Trung Quốc.
Vào tháng 2 năm 2018, anh tham gia giải Aeroflot Open. Anh đứng thứ 6 trong số 92, đạt điểm 6/9 (thắng 4 thua 1 hoà 4), do đó lần đầu tiên trong sự nghiệp, anh trở thành kỳ thủ có số elo trên 2700. Vào tháng 12, anh giành chức vô địch cờ chớp châu Âu tại Skopje với thành tích 18½ / 22 điểm, hơn người về nhì là Ivan Cheparinov 1,5 điểm.
Artemiev vô địch Gibraltar Masters vào tháng 1 năm 2019, dẫn đầu với tổng số điểm 8½ / 10 (thắng 7 thua 0 hoà 3).  Anh đại diện cho Nga tại Giải vô địch cờ vua đồng đội thế giới 2019 vào tháng 3, đạt 6½ / 8 (thắng 5 thua 0 hoà 3) khi Nga giành huy chương vàng. Màn thể hiện của anh khiến Alexander Grischuk tuyên bố rằng anh ấy có thể là người kế nhiệm Vladimir Kramnik, thành viên đội Nga gần đây đã nghỉ hưu.  Sau đó trong cùng tháng, Artemiev giành chức vô địch cá nhân châu Âu tại Skopje, vượt qua Nils Grandelius ở trận tiebreak sau khi cả hai đều được 8½ / 11 điểm.
Năm 2021, Artemiev vô địch giải cờ vua trực tuyến Katara International. Anh cũng tham gia Champions Chess Tour 2021, đủ điều kiện cho vòng cuối cùng của sự kiện Goldmoney Asian Rapid. Tuy nhiên, Artemiev để thua Levon Aronian trong trận chung kết với tỷ số 2-0, do đó chỉ xếp thứ 2. Anh lại sớm về nhì trước nhà vô địch thế giới Magnus Carlsen với tỷ số 2,5-1,5, 2,5-0,5 trong trận chung kết giải Aimchess US Rapid thuộc Champions Chess Tour 2021.

## Ván đấu tiêu biểu
- Vladislav Artemiev vs Denis Khismatullin, European Individual Championships (2014), King's Indian Attack (A07), 1-0
- Mikhail Kobalia vs Vladislav Artemiev, Russian Team Championships (2014), Sicilian Defense: Scheveningen Variation (B81), 0-1